# 2016년 로스앤젤레스 에인절스 시즌
2016년 로스앤젤레스 에인절스 시즌은 메이저리그의 프로 야구단 텍사스 레인저스의 2016년 시즌을 일컫는다. 마이크 소샤 감독이 정식으로 부임하여 맞이한 17번째 시즌이다. 팀은 아메리칸리그 서부지구 5팀 중 4위에 그쳐 포스트시즌 진출에 실패했다.

## 선수단
- 선발투수 : 슈메이커, 놀라스코, 트로피아노, 산티아고, 스캑스, 리처즈, 샤신, 마이어, 히니, 라이트, 허프, 위버, 린스컴
- 구원투수 : 베드로시안, 라미레즈, 아처, D.게라, 이지, 스미스, 밸디즈, 알바레즈, J.게라, 살라스, 알버쿼키, 라스무스, 말레, 모린, 오버홀처
- 마무리투수 : 베일리, 스트리트
- 포수 : 밴디, 페레즈, 소토, 그라테롤
- 1루수 : 크론, 마르테, 최지만
- 2루수 : 지아보텔라, 페닝턴, 페팃
- 유격수 : 시몬스, 라이언
- 3루수 : 에스코바, 코와트
- 좌익수 : 로빈슨, 커닝햄, 버스, 오르테가, 젠트리, 나바
- 중견수 : 트라웃
- 우익수 : 칼훈
- 지명타자 : 푸홀스

## 같이 보기
- 로스앤젤레스 에인절스
- 에인절 스타디움 오브 애너하임